# كينغسلاند (أنغلزي)
كينغسلاند (بالإنجليزية: Kingsland, Anglesey)‏ هي منطقة سكنية تقع في ويلز في أنغلزي.